# USS H-1
Lo USS H-1 (SS-28), la nave ammiraglia della sua classe di sottomarini della US Navy, era originariamente chiamato Seawolf, diventando così la prima nave della Marina degli Stati Uniti a portare il nome dello Anarhichadidae.

## Storia
Il sommergibile Seawolf fu impostato presso il cantiere navale Union Iron Works di San Francisco, California, il 22 marzo 1911. Fu ribattezzato H-1 (SS-28) il 17 novembre 1911, varato il 6 maggio 1913 con il patrocinio della signorina Lesley Jean Makins e immesso in servizio presso il Mare Island Naval Shipyard il 1º dicembre 1913.

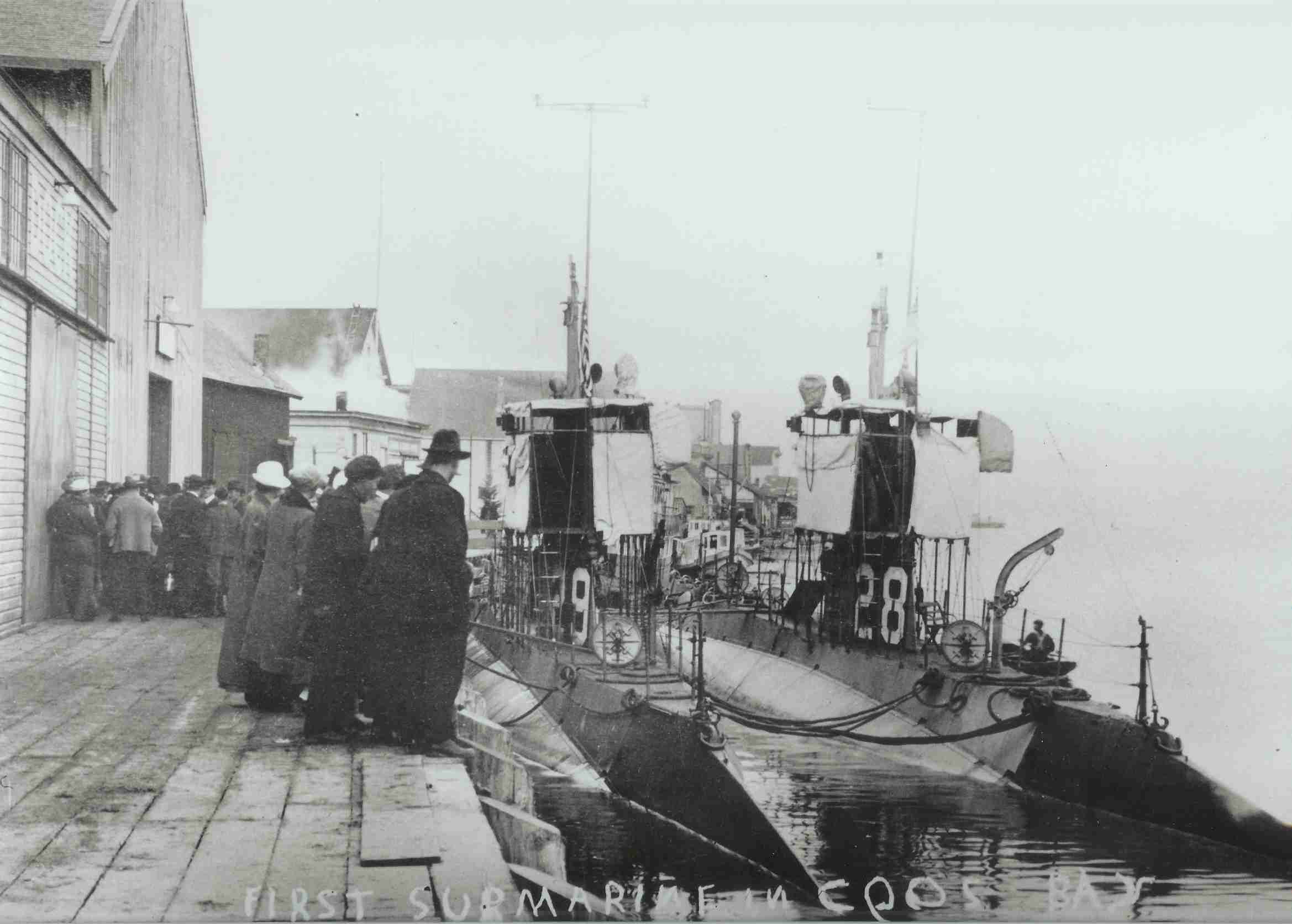
I sommergibili H-1 e H-2 nella baia di Coos, Oregon.

Il nuovo sottomarino fu assegnato alla Torpedo Flotilla 2 della Pacific Fleet e operò lungo la costa occidentale partendo da San Pedro. Durante varie esercitazioni e pattugliamenti, percorse la costa da Los Angeles, fino alla bassa Columbia Britannica, spesso in compagnia delle unità gemelle H-2 e talvolta H-3.
Salpato da San Pedro, in California, il 17 ottobre 1917, raggiunse New London (Connecticut) l'8 novembre. Per il resto della prima guerra mondiale, rimase lì di base e pattugliò il Long Island Sound, spesso con a bordo allievi ufficiali della scuola sommergibilisti.
Dopo la fine della Grande Guerra e aver effettuato una lunga revisione presso il cantiere navale di Filadelfia, lo H-1 e lo H-2 prestarono servizio come navi scuola presso la base sottomarina di New London, nel Connecticut, fino al 1919, quando ricevettero l'ordine di tornare al loro vecchio porto di armamento di San Pedro, in California, per prestare servizio presso la Pacific Submarine Force. I sottomarini salparono da New London il 6 gennaio 1920, arrivando alla base navale di Hampton Roads a Norfolk, in Virginia, dove si unirono a una nave di scorta, la motovedetta USS Eagle-11, che fungeva da nave appoggio per il lungo viaggio. Il Comandante dello H-1, James Reid Webb (1889-1920), era di grado superiore tra tutti i comandanti delle tre navi ed ebbe avuto il comando generale del piccolo gruppo operativo. Le imbarcazioni rimasero a Norfolk fino al 13 gennaio; la durata della sosta fu probabilmente dovuta al fatto che la Eagle-11 non poté prendere il mare a causa di un'elica guasta.
Le tre navi transitarono per il canale di Panama il 20 febbraio. Il 12 marzo, mentre l'H-1 risaliva la costa della parte messicana della penisola di Bassa California, si arenò su una secca a circa 360 metri da Punta Redondo, nella Baia di Magdalena.
Quattro uomini, tra cui il comandante, morirono nel tentativo di raggiungere la riva. Il mercantile diesel Mazatlan, nel suo viaggio inaugurale per la California & Mexico Steamship Company (che era anche il viaggio inaugurale di questa compagnia), cercò di trainare il sottomarino in acque profonde e poi trasportò 22 sopravvissuti a San Pedro, dove arrivarono il 18 marzo. La nave officina Vestal arrivò sul posto il 21 marzo e recuperò l'H-1 dagli scogli la mattina del 24 marzo, ma soli 45 minuti dopo il sottomarino affondò a circa 15 metri di profondità. Ulteriori sforzi di recupero furono abbandonati. Il suo nome fu cancellato dal Naval Vessel Register il 12 aprile e il sommergibile fu venduto, per la cifra di 1 050 dollari, per la demolizione a J. Allen nel giugno 1920, ma non fu mai recuperato.
Nel 2019, il suo relitto è stato identificato a sud della Bassa California.